# اسکوبی (دهانه)
اسکوبی یک دهانه برخوردی در ماه‌ است.